# Гридин, Виктор Фёдорович
Ви́ктор Фёдорович Гри́дин  (28 февраля 1943, с. Пристенное, Курская область, СССР — 4 апреля 1997, Москва, Россия) — советский и российский баянист-виртуоз, композитор, дирижёр. Народный артист РСФСР (1987). Художественный руководитель и главный дирижёр Государственного ансамбля «Россия» (1977—1993). Внёс большой вклад в развитие баянного исполнительства в России.

## Биография
Виктор Гридин родился в селе Пристенном Пристенского р-на Курской области. После школы учился в Харьковском музыкальном училище. В 1962 году окончил Московское музыкальное училище им. Гнесиных. Работал в Эстрадно-симфоническом оркестре Всесоюзного радио и Центрального телевидения под управлением Ю.Силантьева, затем — в ансамбле им. Александрова.
В 1975 году Виктор Федорович возглавил группу музыкантов, которая аккомпанировала известной певице — Людмиле Зыкиной. Годом позже они вместе создали знаменитый Государственный академический русский народный ансамбль «Россия». С 1976 по 1993 годы Гридин был главным дирижёром и солистом этого ансамбля, а Людмила Зыкина — художественным руководителем.
С ансамблем «Россия» много гастролировал по городам СССР и за границей. В 1987 году был с гастролями по гарнизонам ГСВГ. Часто приезжал на гастроли в Курск и родную Пристень.
Виктор Гридин является автором многочисленных виртуозных сочинений для баяна, изданных в грамзаписях.
Скончался 4 апреля 1997 года на 55-м году жизни от гепатита С, которым он заразился на гастролях. Похоронен на Троекуровском кладбище в Москве. На могиле В. Ф. Гридина установлен памятник работы народного художника России В. М. Клыкова.

## Наиболее известные произведения и обработки
- Рассыпуха
- Ехал казак за Дунай
- Утушка луговая
- Озорные наигрыши
- Цыганская рапсодия
- Дунайские волны
- На арене
- Весёлый хоровод

## Личная жизнь
Виктор Гридин был женат на певице, народной артистке СССР Людмиле Зыкиной, являлся её последним мужем. К Зыкиной он ушёл от первой жены Маргариты, однокурсницы по Гнесинке. В этом браке с Маргаритой родились двое детей — сын Валерий и дочь Мария. После 15-ти лет совместной жизни и плодотворной работы с Л. Зыкиной, В.Гридин развёлся с ней. Последние годы провёл  с Надеждой Крыгиной, которая была моложе его на 18 лет. Надежда Крыгина в настоящее время — исполнительница народных песен, народная артистка России (2012).

## Награды

Памятник на Троекуровском кладбище Москвы

- Заслуженный артист РСФСР (28 апреля 1980 года) — за заслуги в области советского музыкального искусства[3]
- Народный артист РСФСР (9 января 1987 года) — за заслуги в области советского музыкального искусства[4]

## Память
В Курске раз в два года проводится открытый конкурс молодых музыкантов им. В. Гридина, с 2019 года — Международный конкурс. Обязательное условие участия в конкурсе — исполнение произведений Виктора Гридина.
28 февраля 2013 года у здания Курской областной государственной филармонии установлен бюст Виктора Гридина